# 罗马尼亚匈牙利族民主联盟
罗马尼亚匈牙利族民主联盟（缩写为RMDSZ，缩写为UDMR）是罗马尼亚的一个中间偏右的匈牙利人政党，成立于1989年12月25日。
该党自称是一个少数民族利益联盟，而非传统意义上的政党。1990年罗马尼亚大选以来，该党一直在罗马尼亚议会两院拥有席位。1996年起，该党多次作为次要政党参加聯合政府。该党与匈牙利右翼社会保守主义政党、长期执政的青年民主主义者联盟—匈牙利公民联盟及其领导人欧尔班·维克多关系密切。
该党是欧洲人民党和中间派民主国际的成员。